# Kriolipoliza
Kriolipoliza (stgr. κρύος (kryos) – zimno, lód; λίπα (lipa) – tłuszcz; λύσις (lysis) – usuwać) – nieinwazyjna metoda usuwania tłuszczu z różnych miejsc ludzkiego ciała, za pomocą chłodzenia, w celu wywołania lipolizy.
Zabieg polega na wystawieniu adipocytów (komórek tkanki tłuszczowej) na odpowiednio kontrolowane zimno – za pomocą niskiej temperatury o wartości od 5 do 10 stopni C. Skutkiem jest krystalizacja trójglicerydów. Po takiej krystalizacji, adipocyty rozpoczynają proces apoptozy, skutkujący ich eliminacją.
W efekcie kriolipolizy na skutek mrożenia, lipidy z komórek tłuszczowych są uwalniane, a następnie transportowane poprzez układ limfatyczny. Lipidy krystalizują się w wyższej temperaturze niż komórki, które zawierają wodę. Kriolipoliza niszczy więc wyłącznie komórki tłuszczowe, oszczędzając wszelkie inne tkanki.
Twórcami kriolipolizy są dwaj lekarze ze szpitala z Massachusetts (USA): dr med. Dieter Manstein i dr med. R. Rox Anderson. W 2008 roku udowodnili, że podskórne komórki tłuszczowe są bardziej wrażliwe na działanie zimna niż otaczające je tkanki.

## Kriolipoliza – przeciwwskazania do zabiegu
Główne przeciwwskazania to m.in.:
- ciąża i okres karmienia piersią,
- osoby o niskim ciśnieniu lub źle reagujące na zimno,
- choroby wątrobowe,
- hipoproteinemia,
- krioglobulinemia,
- choroba Raynauda,
- zaawansowana cukrzyca u osób starszych,
- osoby z rozrusznikiem serca lub innym wszczepionym medycznie urządzeniem.